# Las esposas de Stepford (película de 1975)
Las esposas de Stepford, también conocida como Las mujeres de Stepford (En inglés: The Stepford Wives), es una película de suspenso y terror psicológico estadounidense de 1975 dirigida por Bryan Forbes y basada en la novela del mismo nombre de Ira Levin.
La película está protagonizada por Katharine Ross como una mujer que se muda con su esposo (Peter Masterson) y sus hijos de la ciudad de Nueva York a la comunidad de Stepford, en Connecticut, donde descubre que las mujeres viven vidas inquebrantablemente subordinadas a sus esposos.

## Sinopsis
La joven Joanna y su marido Walter se mudan al idílico suburbio de Stepford, Connecticut. Al poco tiempo, ella percibe que hay algo extraño en el comportamiento de las esposas de la vecindad, quienes parecen vivir sólo para agradar a sus maridos.

## Reparto
- Katharine Ross como Joanna Eberhart
- Paula Prentiss como Bobbie Markowe
- Peter Masterson como Walter Eberhart
- Nanette Newman como Carol van Sant
- Tina Louise como Charmaine Wimperis
- Carol Rossen como Dr. Fancher
- William Prince como Ike Mazzard
- Patrick O'Neal como Dale "Diz" Coba
- Carole Mallory como Kit Sundersen
- Toni Reid como Marie Axhelm
- Judith Baldwin como Patricia Cornell
- Barbara Rucker como Mary Ann Stavros
- George Coe como Claude Axhelm
- Franklin Cover como Ed Wimperis
- Robert Fields como Raymond Chandler
- Michael Higgins como Frank Cornell
- Josef Sommer como Ted van Sant
- Remak Ramsay como Mr. Atkinson
- Mary Stuart Masterson como Kim Eberhart
- Ronny Sullivan como Amy Eberhart
- Tom Spratley as Charlie the Doorman

## Recepción

### Crítica
Variety resumió la película como "una historia de terror y suspenso silenciosamente extraña" y elogió la actuación de Ross como "excelente y segura".  John Seymour del Santa Maria Times también le dio a la película una crítica favorable, considerándola una "pesadilla épica" que presume de un "drama apasionante".

### Premios y nominaciones

#### Reconocimientos
| Año  | Instituto               | Categoría                         | Nominado/a         | Resultadp | Referencias |
| ---- | ----------------------- | --------------------------------- | ------------------ | --------- | ----------- |
| 1975 | Saturn Awards           | Mejor Actriz                      | Katharine Ross     | Ganadora  |             |
| 1975 | Saturn Awards           | Mejor Película de Ciencia Ficción | The Stepford Wives | Nominada  |             |
| 2001 | American Film Institute | AFI's 100 Years...100 Thriller    | The Stepford Wives | Nominada  | [ 2 ]       |
| 2008 | American Film Institute | Top 10 Top 10 (Ciencia ficción)   | The Stepford Wives | Nominada  | [ 3 ]       |